# إليس ليغتل
إليس ليغتل (بالهولندية: Elis Ligtlee) (و. 1994  م) هي دراجة، ودراجة على المضمار هولندية، ولدت في ديفينتر، شاركت في ركوب الدراجات في الألعاب الأولمبية الصيفية 2016.

## روابط خارجية
- إليس ليغتل على موقع أرشيف الدراجات (الإنجليزية)
- إليس ليغتل على موقع إحصائيات الدراجات الإحترافية (الإنجليزية)
- إليس ليغتل على موقع CycleBase (الإنجليزية)
- إليس ليغتل على موقع نتائج كأس العالم لسباقات دراجات (بي.أم.إكس) (الإنجليزية)
- إليس ليغتل على موقع اللجنة الأولمبية الدولية (الإنجليزية)
- إليس ليغتل على موقع أوليمبيديا (الإنجليزية)
- إليس ليغتل على موقع تيم أن.أل (الهولندية)
- إليس ليغتل على موقع اللجنة الأولمبية الهولندية (الهولندية)